# Память земли (фильм)
«Память земли» (укр. Пам'ять землі) — советский пятисерийный мини-сериал 1976 года режиссёров Бориса Савченко и Бориса Ивченко. Фильм снят по мотивам одноимённого романа Владимира Фоменко 1950-х годов.

## Сюжет
Донские станицы, издавна лежавшие в благодатной цветущей пойме, должны были уходить под воду рукотворного Цимлянского водохранилища. Исчезнут и хутор, и колхоз имени легендарного героя гражданской войны Матвея Шепеткова, а его семья и односельчане станут переселенцами.

## В ролях
- Игорь Старков — Конкин
- Светлана Суховей — Люба Фрянскова
- Раиса Куркина — Настя Щепеткова
- Нина Попова — Дарья Черненкова
- Борис Сабуров — Лавр Кузьмич
- Фёдор Стригун — Ребров
- Геннадий Корольков — Голиков
- Борис Кудрявцев — Орлов
- Фёдор Панасенко — Андриан Щепетков
- Зинаида Дехтярёва — Фрянчиха
- Иван Гаврилюк — Василий
- Галина Демчук — Мила
- Мария Капнист — баба Арина
- Ольга Матешко — Цата Ванцецька
- Стефания Станюта — баба Поля
- Александр Январёв — Ивахненко
- Валентина Ананьина — Зеленская

## Съёмочная группа
- Сценарист: Владимир Фоменко
- Режиссеры-постановщики: Борис Савченко, Борис Ивченко
- Оператор-постановщик: Валерий Башкатов
- Художник-постановщик: Николай Резник
- Композитор: Леонид Клиничев
- Звукооператор: Леонид Вачи
- Редактор: Т. Колесниченко
- Монтажер: Наталья Пищикова
- Операторы: Константин Лавров, А. Найда
- Костюмы: Л. Леонидова, Светлана Побережная
- Грим: Татьяна Татаренко, Яков Гринберг
- Ассистент оператора: А. Рязанцев
- Ассистент художника: Евгений Питенин
- Комбинированные съемки:
  - оператор: Павел Корол
  - художник: Михаил Полунин
- Директор картины: Николай Полешко

## Внешние ссылки
- «Память земли» (англ.) на сайте Internet Movie Database
- «Память земли» на сайте kino.mail.ru